# Bell’s Open 1988
Die Bell’s Open 1988 im Badminton fanden vom 30. September bis zum 3. Oktober 1988 im Bell’s Sports Centre im schottischen Perth statt.

## Finalresultate
| Disziplin    | Sieger                      | Finalist                    | Ergebnis          |
| ------------ | --------------------------- | --------------------------- | ----------------- |
| Herreneinzel | Torben Carlsen              | Claus Thomsen               | 15:5, 5:15, 15:10 |
| Dameneinzel  | Denyse Julien               | Fiona Elliott               | 11:3, 12:10       |
| Herrendoppel | Nick Ponting Dave Wright    | Andy Goode Miles Johnson    | 15:7, 15:7        |
| Damendoppel  | Denyse Julien Claire Sharpe | Sara Sankey Karen Beckman   | 15:12, 15:10      |
| Mixed        | Andy Goode Gillian Gowers   | Mike Brown Jillian Wallwork | 15:4, 15:7        |